# Shiraoka
Shiraoka (jap. 白岡市 Shiraoka-shi) – miasto w Japonii, w prefekturze Saitama, na wyspie Honsiu. Ma powierzchnię 24,92 km². W 2020 r. mieszkały w nim 52 223 osoby, w 20 397 gospodarstwach domowych  (w 2010 r. 50 271 osób, w 17 892 gospodarstwach domowych).

## Historia
1 kwietnia 1889 roku, wraz z wdrożeniem przepisów miejskich, powstały wioski Shinozu (jap. 篠津村 Shinozu-mura) i Ōyama (jap. 大山村 Ōyama-mura). 1 września 1954 roku, w wyniku połączenia obu wiosek, powstała miejscowość Shiraoka. 1 października 2012 roku miasteczko zdobyło status miasta.

## Populacja
Zmiany w populacji terenu miasta w latach 1950–2020: